# Comuna Stavkî, Veselînove
Stavkî (în ucraineană Ставки) este o comună în raionul Veselînove, regiunea Mîkolaiiv, Ucraina, formată din satele Fedorivka, Kîievo-Oleksandrivske, Novîi Step, Starooleksiivka, Stavkî (reședința), Ștukar și Zorea.

## Demografie
Componența lingvistică a comunei Stavkî
     Ucraineană (94,29%)
     Rusă (3,71%)
     Română (1,21%)
     Alte limbi (0,37%)
Conform recensământului din 2001, majoritatea populației comunei Stavkî era vorbitoare de ucraineană (94,29%), existând în minoritate și vorbitori de rusă (3,71%) și română (1,21%).